# Pellaea rotundifolia
Pellaea rotundifolia är en kantbräkenväxtart som först beskrevs av Georg Forster, och fick sitt nu gällande namn av William Jackson Hooker. Pellaea rotundifolia ingår i släktet Pellaea och familjen Pteridaceae. Inga underarter finns listade.

## Bildgalleri

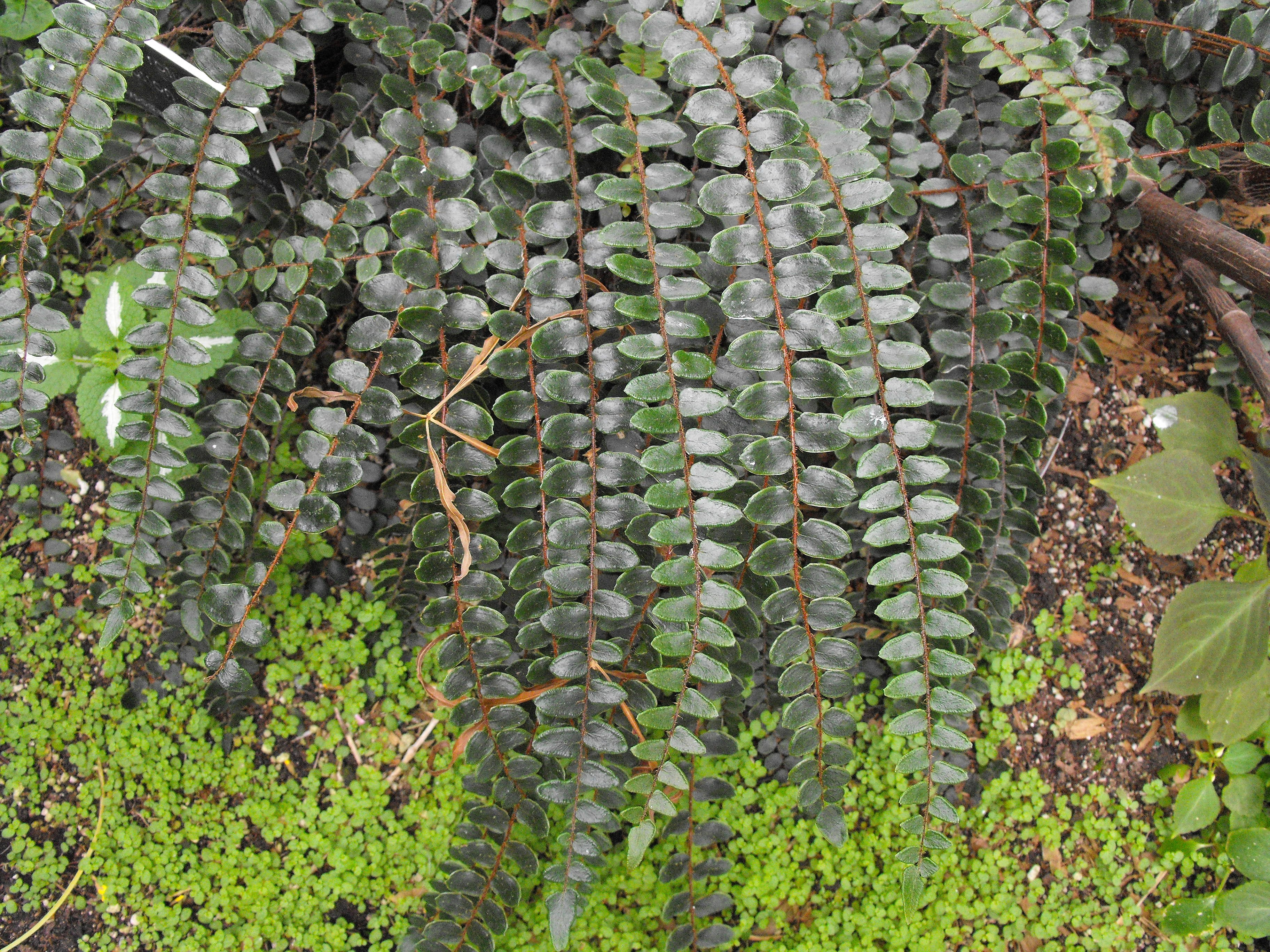
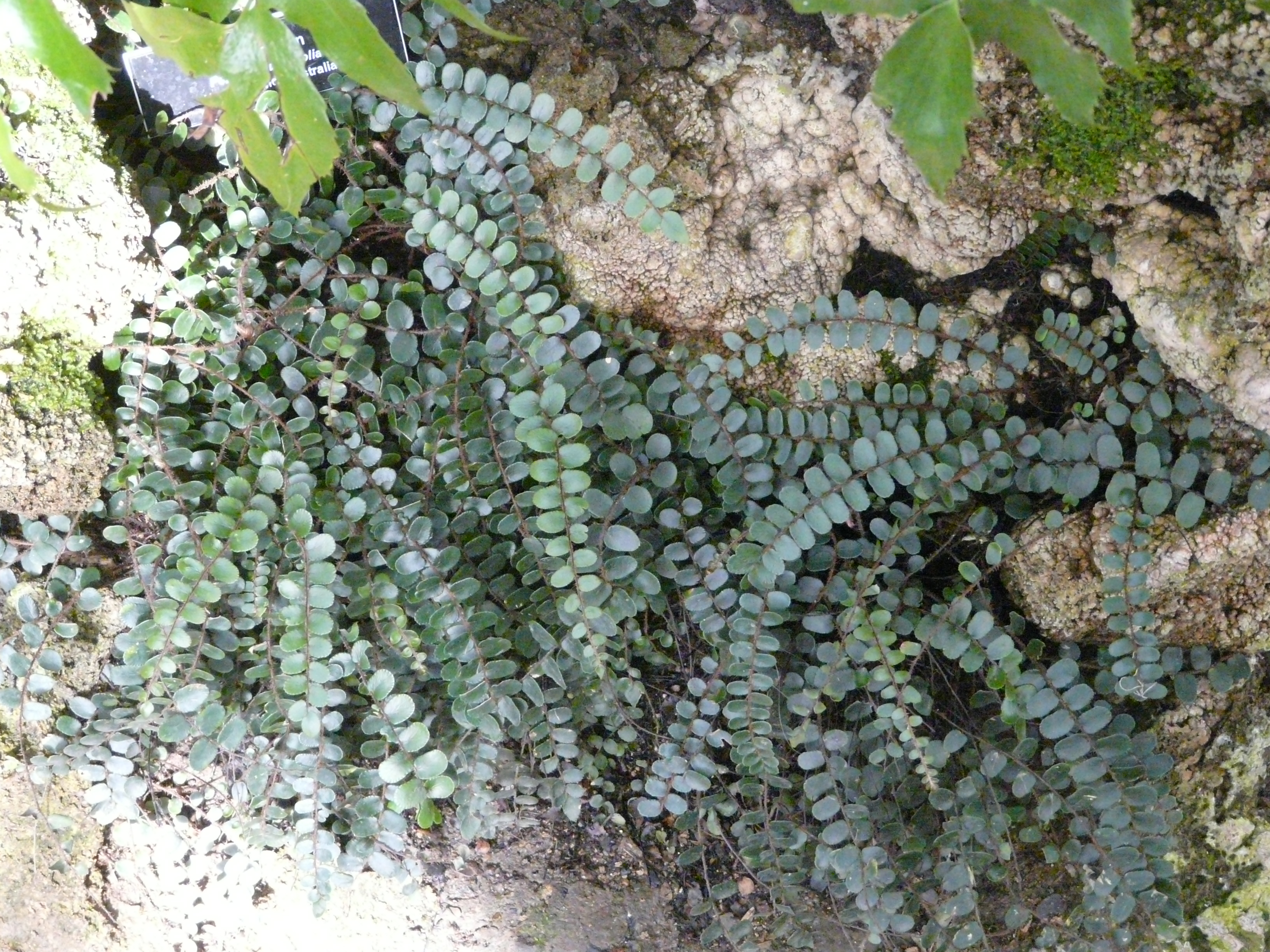